# Solanum corymbiflorum
Solanum corymbiflorum är en potatisväxtart som först beskrevs av Otto Sendtner, och fick sitt nu gällande namn av Lynn Bohs. Solanum corymbiflorum ingår i släktet skattor som ingår i familjen potatisväxter. Inga underarter finns listade i Catalogue of Life.